# يانيس حماش
يانيس حماش (مواليد 13 يوليو 1999) هو لاعب كرة قدم جزائري يلعب في مركز الظهير الأيسر.

## روابط خارجية
- يانيس حماش على موقع قاعدة بيانات كرة القدم.إي يو (الإنجليزية)
- يانيس حماش على موقع ليكيب (الفرنسية)
- يانيس حماش على موقع ناشيونال فوتبول تيمز (الإنجليزية)
- يانيس حماش على موقع Soccerway.com (الإنجليزية)